# Харчові волокна
Харчові волокна (також: дієтичні волокна, рослинна клітковина; дієтичні, рослинні, грубі, баластні речовини) — це комплекс біополімерів, який формує стінки рослинних клітин. До харчових волокон відносяться речовини різної хімічної природи. Харчові волокна — залишки рослинних клітин, їстівних частини рослин і грибів або аналогічні вуглеводи, які здатні протистояти гідролізу, здійснюваному травними ферментами людини, тобто стійкі до процесу травлення й адсорбції в тонкому кишечнику людини, і які повністю або частково ферментуються мікрофлорою в товстому кишечнику.
За хімічним складом рослинна клітковина — це неоднорідна група речовин, зокрема полісахариди (целюлоза, геміцелюлоза, камедь, пектин, протопектин, слиз, стійкі види крохмалю, хітин), лігнін та кутин, агароїди, каррагінати і альгінати. Вміст у продуктах харчування коливається від 45 — 55 % (висівки) до 0 %.

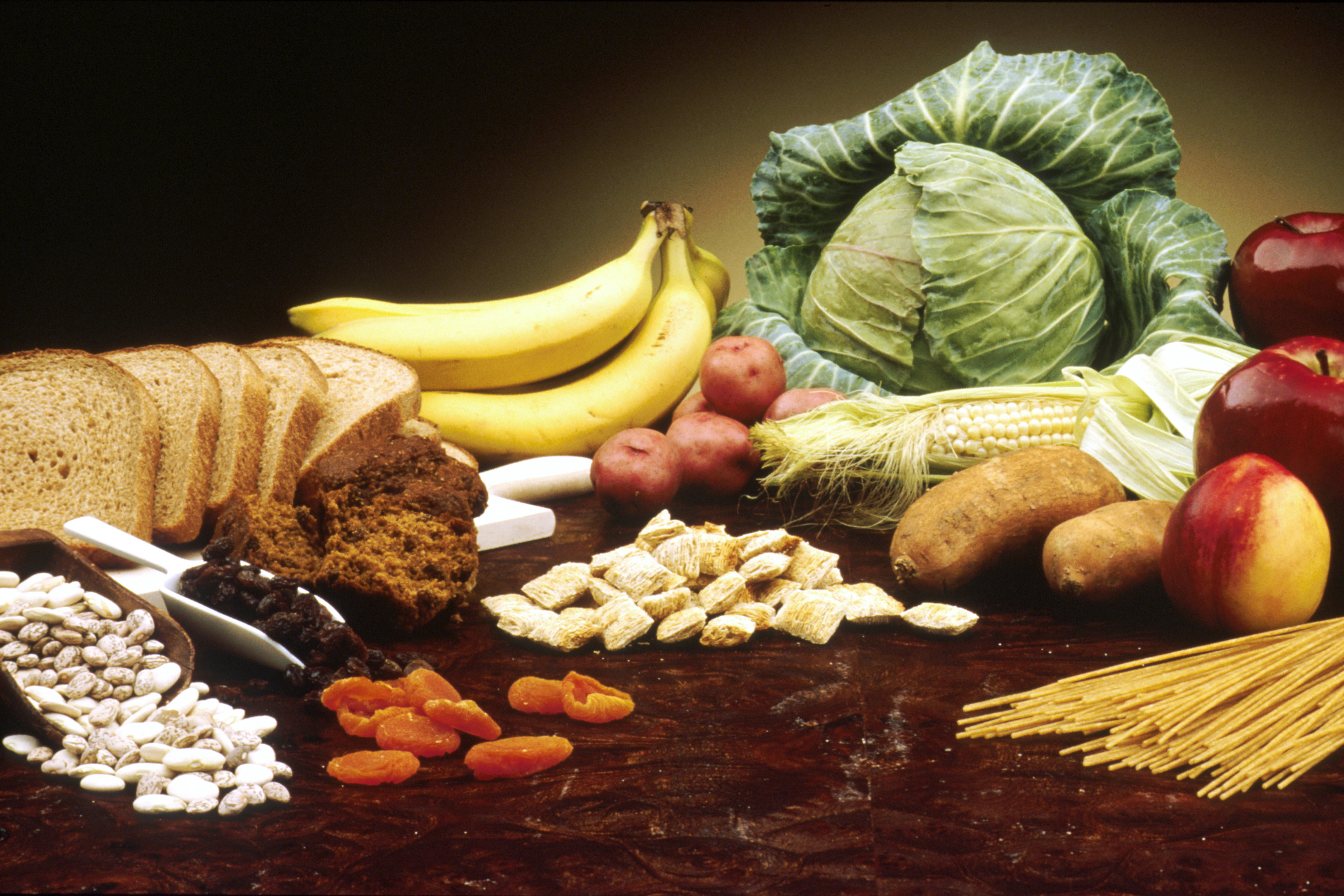
Продукти, багаті клітковиною: фрукти, овочі та злаки

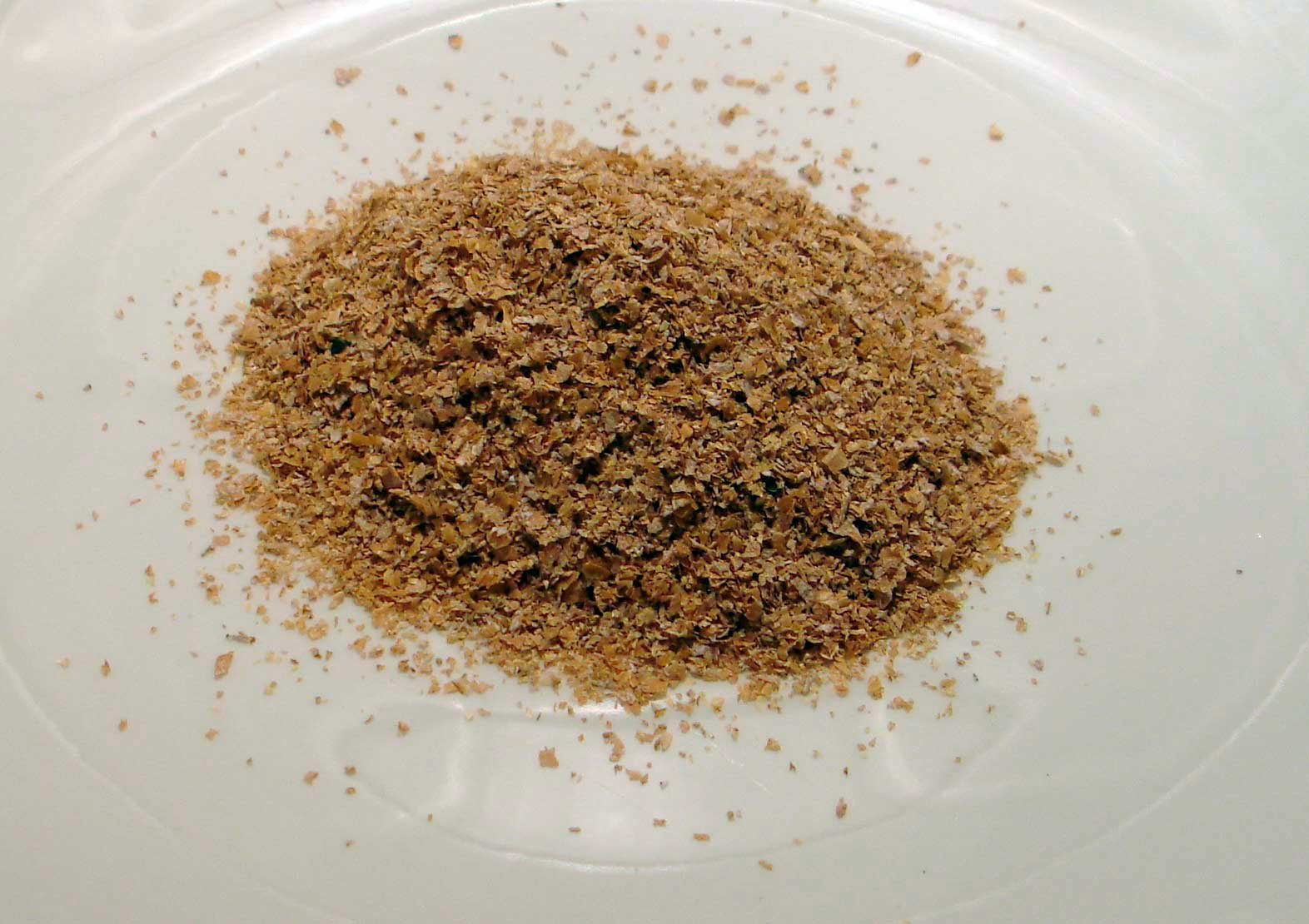
Пшеничні висівки мають високий вміст харчових волокон.

Джерелом харчових волокон є різні злакові культури, фрукти, овочі та інші рослинні джерела. Термін «волокно» в понятті «харчові волокна» є чимось неправильним, тому що багато видів так званих харчових волокон насправді не волокнисті. Інколи, науковцями вказується, що клітковина, пектинові речовини і ін. належать до класу харчових волокон. «Речовини клітковини» — нетоксичні елементи рослин, об'єднані під загальною не надто визначеною назвою.
З ботанічного погляду рослинна клітковина — це залишки рослинних стінок, а з продовольчого — «харчові волокна», або «дієтичні (дієта) волокна».
За даними наукової літератури 1988 років, харчові волокна (дієтичні, рослинні, грубі волокна, баластні речовини) — це комплекс, який складається з полісахаридів (целюлози, геміцелюлоз, пектинових речовин), а також лігніну і зв'язаних з ним білкових речовин, які формують стінки клітин рослин. Їх особливістю є погана перетравлюваність в початкових відділах травного тракту людини і руйнування в товстому відділі кишечника.
Більшість населення земної кулі з'їдає не більше 25 г харчових волокон на добу, з яких 10 г з хлібом та іншими продуктами із злаків, близько 7 г — з картоплею, 6 г — з іншими овочами і лише 2 г — з фруктами і ягодами.

## Функції та значення для людини
Харчові волокна поділяються на дві групи: розчинні і нерозчинні. Розчинні і нерозчинні харчові волокна впливають на функції травного тракту різними шляхами. Оскільки в шлунково-кишковому тракті майже відсутні ферменти, що розщеплюють волокна, останні доходять до товстого кишечника в майже незміненому вигляді. Бактерії, що містяться тут, мають у своєму складі ферменти, здатні метаболізувати деякі волокна і, в першу чергу, розчинні. За рахунок ферментації бактерії одержують енергію для розмноження і побудови нових клітин.
До розчинних харчових волокон належать полісахариди рослин — фруктів, овочів, плодів, кореневищ (інулін, пектин, фруктани), бобові та молочні продукти (галакто-олігосахариди), морських водоростей (агароїди, карагінати і альгінати); грибів (бета-глюкани), або мікробного походження (камеді).
Клітковина забезпечує достатній об'єм калових мас та впливає на швидкість їх проходження через травний тракт (регулює перистальтику), понижує рівень холестерину у крові, зв'язує жовчні кислоти, при порушенні вуглеводного обміну трохи знижує рівень цукру у крові (бо уповільнює гідроліз вуглеводів), нормалізує склад мікрофлори травної системи, проявляє пребіотичну дію (сприяють бактеріальному синтезу вітамінів В2, В6, РР), волокна є джерелом енергії — 50 % харчових волокон під дією бактерій розпадається до жирних кислот, діоксиду вуглецю, водню й метану. Дієти з підвищеним вмістом клітковини призначають як один з компонентів для профілактики та лікування цукрового діабету, ожиріння, атеросклерозу, захворювань печінки та жовчного міхура, дисбактеріозу. Крім того клітковина сприяє виведенню з організму токсинів, важких металів та радіонуклідів. Вона є необхідним компонентом їжі, разом з білками, жирами та вуглеводами. Негативним моментом є те, що клітковина може зв'язувати та виводити з організму жиророзчинні вітаміни та важливі мікроелементи такі як кальцій, магній, залізо, цинк, мідь. Установлено фізіологічну добову потребу організму дорослої людини в харчових волокнах (25 до 38 г). Тому в раціоні людини ці елементи повинні бути присутні у необхідних кількостях. Щоденно людина повинна споживати 15 — 25 г клітковини, основними джерелами якої є фрукти та овочі. Рекомендований рівень споживання харчових волокон становить майже 20–25 г на добу.
Харчові волокна у надмірних кількостях можуть призвести до зниження засвоювання їжі — і, отже, меншого всмоктування поживних речовин, що у свою чергу може призвести до втрати ваги. Добова потреба 25-38 грам, іноді більше.
Також, харчові волокна мають радіопротекторну дію, оскільки розщеплюючись може зв'язувати радіонукліди і двовалентні метали.

## В організмі тварин
Відіграє роль поживної речовини і баластної, що подразнює рецептори травного каналу, забезпечуючи цим нормальну перистальтику.
Оскільки у травному каналі тварини не виділяються ферменти, які б розщеплювали клітковину, то розщеплення її до простих цукрів здійснюється ферментами, що синтезують мікроорганізми, які населяють травний канал (передшлунки жуйних, товста кишка тварин усіх видів).
Багаті на клітковину грубі корми — солома (40 — 45 %), полова (35 — 40), сіно (20 — 30 %), із зернових високий уміст клітковини мають овес (10 %), висівки (11 — 15 %); у решті зернових її 2 — 6 %.
Надмірний вміст клітковини в раціонах поросят пригнічує засвоєння інших поживних речовин.

### Сира клітковина
Сира клітковина — це залишок після кип'ятіння наважки корму в слабких розчинах кислоти і лугу з подальшим промиванням гарячою водою, спиртом та органічним розчинником (ацетон, ефір). В раціоні високомолочних корів за добових надоїв молока 20 кг сира клітковина в 1 кг сухої речовини раціонів повинна бути не більше 24 %, а при 40 кг — не нижче 17 %.
В 1 кг кормових буряків міститься 120 г сухих речовин, із яких на легкоферментовані вуглеводи припадає 72 %, сиру клітковину (перетравність 47-50 %) — 7,5 % і сирий протеїн — 10,8 %. Вони активізують мікробіологічні процеси у передшлунках, у результаті чого кормова база збагачується на біологічно цінний білок мікробіологічного походження та вітаміни групи В, стимулюють виділення травних соків, що сприяє підвищенню перетравності кормів.

## В кулінарії
Клітковина, яка входить до складу нижчих сортів борошна, погіршує його засвоюваність. При замішуванні тіста клітковина поглинає воду, збільшуючи водопоглинаючу здатність борошна. У виробництві продуктів харчування з харчових волокон також виготовляють нейтральні харчові наповнювачі — наприклад, камецель, харчові наповнювачі з комерційною назвою продукту «Цитри-Фай»; порошок бульб топінамбуру і ін..
Картопляна клітковина використовується в технології м'ясних продуктів з метою збільшення виходу готової продукції, оптимізації витрат на високовартісні компоненти, а також як жиро- і вологозв'язувальний агент, як стабілізатор м'ясної емульсії та структуроутворювач. Вона виступає в ролі стабілізатора структури в молочних продуктах з низьким вмістом жиру, як фруктовий наповнювач під час виготовлення емульсійних соусів і джемів, може використовуватись у виробництві хлібобулочних виробів при заміні 2-3 % борошна збільшує пишність готового продукту і сповільнює черствіння.
Рослинні харчові волокна отримують термомеханічним способом із структуроутворюючих частин вівса, а також із вичавок яблук, виноградних вичавок; харчові волокна з буряку отримують із жому; отримують харчові волокна трав. Традиційним джерелом дієтичних волокон є висівки.
В харчовій індустрії целюлоза часто використовується як емульгатор і як харчова добавка, яка перешкоджає злежуванню і утворенню грудок серед нерозчинних харчових волокон під час виробництва продуктів харчування.

### Функціональні властивості
Харчові волокна характеризуються наступними функціональними властивостями:
- висока зв'язуюча й водоутримуюча здатність — 1:3—1:7;
- ефективний загусник;
- знижує міграцію вологи із начинки в продукт;
- добрий стабілізатор;
- надає сипкість сумішам;
- збагачує продукти додатковими речовинами;
- знижує енергетичну цінність.
- можуть бути нерозчинні у воді й жирі, термостабільні, володіють адгезією, нейтральністю смаку й запаху.

## Вміст харчових волокон в сировинних продуктах та їжі
| Назва харчового продукту                                  | Вміст волокон, г/100 г їжі |
| --------------------------------------------------------- | -------------------------- |
| Листя чаю                                                 | 55,8                       |
| Кориця в палочках                                         | 53,1                       |
| Шипшина порошок, сухий                                    | 43,0                       |
| Насіння коріандру                                         | 41,9                       |
| Пшеничні висівки                                          | 40,2                       |
| Насіння фенхелю                                           | 39,8                       |
| Порошок каррі                                             | 33,2                       |
| Перець, чорний                                            | 26,5                       |
| Перець, чорний                                            | 26,2                       |
| Бурий порох                                               | 24,0                       |
| Рисові висівки                                            | 21,0                       |
| Мускатний горіх, без вибірки                              | 20,8                       |
| Кава в зернах, смажена, мелена                            | 19,8                       |
| Дріжджі                                                   | 19,7                       |
| Кава, розчинна, порошок                                   | 19,1                       |
| Біла квасоля, суха                                        | 18,4                       |
| Лляне, сировина                                           | 18,0                       |
| Насіння кунжуту, ціле, висушене                           | 18,0                       |
| Коричневі боби, сухі                                      | 17,8                       |
| Соєві боби, сухі                                          | 16,6                       |
| Персик, сушений                                           | 14,3                       |
| Кокоси, сирі                                              | 14,0                       |
| Кокоси сушені                                             | 12,6                       |
| Зародки пшениці, сирі                                     | 12,3                       |
| Помідори, сушені                                          | 12,3                       |
| Нут, висушені, сирі                                       | 12,2                       |
| Насіння кунжуту                                           | 12,1                       |
| Кріп, сушений                                             | 11,9                       |
| Непросіяне пшеничне борошно                               | 11,6                       |
| Вівсяні висівки                                           | 11,5                       |
| Вівсянка, збагачена                                       | 11,2                       |
| Зерна пшениці, цілісні / товчені                          | 11,0                       |
| Лимонна цедра, сира                                       | 10,6                       |
| Соєве борошно                                             | 10,4                       |
| Листя коріандру, сушені                                   | 10,4                       |
| Вівсянка, що не збагачена                                 | 10,3                       |
| Фісташки, сушені                                          | 10,3                       |
| Фісташки, сухі смажені                                    | 10,3                       |
| Хліб з грубого житнього борошна                           | 10,0                       |
| Насіння маку                                              | 10,0                       |
| Часник, сушений, порошковий                               | 9,9                        |
| Макарони, спагеті, цілі, сирі                             | 9,6                        |
| Пекан, сушені ядра                                        | 9,6                        |
| Пекан, смажені в олії ядра                                | 9,5                        |
| Ячмінь крупи, сирі                                        | 9,5                        |
| Пекан, сухого смаження                                    | 9,4                        |
| Рис, сушений                                              | 9,3                        |
| Абрикоси, висушені                                        | 9,3                        |
| Мигдаль, сировина                                         | 9,2                        |
| Мюслі без додавання цукру.                                | 8,8                        |
| Мюслі з додаванням цукру.                                 | 8,8                        |
| Сочевиця, сушені, прибл.                                  | 8,7                        |
| Яблуко, сушене                                            | 8,7                        |
| Мюслі                                                     | 8,6                        |
| Житній хліб, темний                                       | 8,6                        |
| Просо, цільне зерно                                       | 8,5                        |
| Фундук, сушені ядра                                       | 8,2                        |
| Житній хліб, цільне зерно                                 | 8,1                        |
| Pop Corn (мікрохвильова піч)                              | 8,1                        |
| Pop Corn, традиційний                                     | 8,1                        |
| Pop Corn (з маслом і сіллю)                               | 8,1                        |
| Мармелад                                                  | 7,9                        |
| Насіння люцерни                                           | 7,9                        |
| Арахіс (земляний горіх, смажені, солоні)                  | 7,7                        |
| Арахіс, сушені ядра                                       | 7,7                        |
| Арахісове масло                                           | 7,6                        |
| Ячмінь                                                    | 7,6                        |
| Чорнослив, сирі                                           | 7,6                        |
| Мармелад, інжир                                           | 7,5                        |
| Хрін, сировина                                            | 7,5                        |
| Жовтий горох (горох), сирі                                | 7,4                        |
| Какао, миттєве, з сухим молоком                           | 7,1                        |
| Бузина, сировина                                          | 7,0                        |
| Кондитерські вироби, торти                                | 6,8                        |
| Каштан, сирі                                              | 6,8                        |
| Кондитерські вироби, середні значення.                    | 6,8                        |
| Зелений горошок, консервований                            | 6,6                        |
| Запечена квасоля в томатному соусі, консерви              | 6,6                        |
| Просіяне житнє борошно                                    | 6,3                        |
| Пекарські дріжджі, пресовані, сирі                        | 6,2                        |
| Червона сочевиця, сушені, сировина                        | 6,2                        |
| Шипшина, сировина                                         | 6,1                        |
| Хурма (Шарон), сирі                                       | 5,9                        |
| Зелений горошок, сирий                                    | 5,9                        |
| Какао, миттєвий, без молока, порошок                      | 5,9                        |
| Чорна смородина, сирий                                    | 5,8                        |
| Волоський горіх                                           | 5,6                        |
| Печиво з борошна грубого помелу                           | 5,5                        |
| Місо, соєва паста                                         | 5,4                        |
| Артишок, сировина                                         | 5,4                        |
| Бразильський горіх                                        | 5,3                        |
| Тан, комбу, сушені (ламінарія)                            | 5,3                        |
| Авокадо, сирі                                             | 5,2                        |
| Паростки квасолі, адзукі, сировина                        | 5,2                        |
| Тамаринд, сировина                                        | 5,1                        |
| Лисичка, сировина                                         | 5,0                        |
| Морських водоростей агар,                                 | 5,0                        |
| Кров'яна ковбаса                                          | 5,0                        |
| Гуава, загальні, сировина                                 | 4,9                        |
| Волоські горіхи                                           | 4,7                        |
| Зелений горошок, заморожена                               | 4,7                        |
| Сира журавлина                                            | 4,6                        |
| Горіхова паста, Nutella                                   | 4,5                        |
| Брюссельська капуста, заморожена                          | 4,5                        |
| Пастернак, сирі                                           | 4,5                        |
| Малина, заморожена                                        | 4,4                        |
| Малина, сировина                                          | 4,4                        |
| Кумкват, Золотий апельсин, карликовий апельсин, сирі      | 4,4                        |
| Петрушка, сировина                                        | 4,3                        |
| Крекер Вершковий сир                                      | 4,3                        |
| Оливки, чорні, з кісточками, в розсолі                    | 4,3                        |
| Ожина, сировина                                           | 4,3                        |
| Фізаліс, сировина                                         | 4,3                        |
| Ям, сировина                                              | 4,1                        |
| Томатні пасти, концентровані                              | 4,1                        |
| Брюссельська капуста, взимку (з січня по квітень), сира   | 4,1                        |
| Брюссельська капуста, алк., Сировина                      | 4,1                        |
| Петрушка, сировина                                        | 4,1                        |
| Брюссельська капуста, осінь (жовтень-грудень), сира       | 4,1                        |
| Білий хліб                                                | 4,0                        |
| Гречка, цілі зерна, сирі                                  | 4,0                        |
| Закваска Хлібна                                           | 3,9                        |
| Корінь селери, сировина                                   | 3,9                        |
| Листя селери, сировина                                    | 3,9                        |
| Ревінь, заморожений                                       | 3,8                        |
| Оливки, чорні, солоні, у маслі                            | 3,8                        |
| Ревінь, сировина                                          | 3,8                        |
| Брусниця, сировина                                        | 3,7                        |
| Кедрові горіхи, сушені                                    | 3,7                        |
| Пшениця                                                   | 3,7                        |
| Каніфоль без кісточок                                     | 3,6                        |
| Томатна паста                                             | 3,6                        |
| Картопляні чипси, грубі                                   | 3,6                        |
| Кактус інжир, сировина                                    | 3,6                        |
| Кале, заморожені                                          | 3,4                        |
| Цибуля, обсмажена                                         | 3,4                        |
| Картопляні чипси (картопля фрі)                           | 3,4                        |
| Картопляні чипси (картопля-фрі), з пониженим вмістом жиру | 3,4                        |
| Кале, консерви                                            | 3,4                        |
| Броколі, приготована                                      | 3,3                        |
| Горіхи кеш'ю, смажені в олії                              | 3,3                        |
| Зелена квасоля, заморожена                                | 3,2                        |
| Кукурудзяний крохмаль                                     | 3,2                        |
| Макарони, спагеті, сиром                                  | 3,2                        |
| Гірчиця, коричнева, готова                                | 3,2                        |
| Броколі, сиром                                            | 3,2                        |
| Агрус, сировина                                           | 3,2                        |
| Груша, сировина                                           | 3,2                        |
| Піца Napolitana, заморожена                               | 3,1                        |
| Кукурудзяні пластівці, алк.                               | 3,1                        |
| Пельмені, алк.                                            | 3,1                        |
| Піца, заморожене м'ясо, ок.                               | 3,1                        |
| Сухарі                                                    | 3,1                        |
| Салат-латук, цикорій, широколистяні (Escarole), сировина  | 3,1                        |
| Савойська капуста, сирий                                  | 3,1                        |
| Морква, імпортної сировини                                | 3,0                        |
| Соки                                                      | 3,0                        |
| Картопляні чипси, смажені                                 | 3,0                        |
| Броколі, заморожена                                       | 3,0                        |
| Горіхи кеш'ю, сухі смажені                                | 3,0                        |
| Сухар                                                     | 3,0                        |
| Дріжджовий екстракт, Marmite                              | 3,0                        |
| Зелені боби, сира                                         | 3,0                        |
| Рис, сирі зерна                                           | 2,9                        |
| Морква, алк., Сировина                                    | 2,9                        |
| Кольрабі (бруква), сировина                               | 2,9                        |
| Пшениця Rolls, італійська, промислової продукції          | 2,9                        |
| Чорниця, сировина                                         | 2,8                        |
| Пшениця Rolls, добре, промислової продукції               | 2,8                        |
| Коріандр листя, свіжі                                     | 2,8                        |
| Крупа пшенична, крупа манна                               | 2,7                        |
| Батату, сировина                                          | 2,7                        |
| Цвітна капуста, імпортної сировини                        | 2,7                        |
| Ківі, сировина                                            | 2,7                        |
| Ожина, заморожені ягоди, підсолоджені                     | 2,7                        |
| Насіння соняшнику, лущене, сушене                         | 2,7                        |
| Червона капуста, консервована, без додавання цукру        | 2,6                        |
| Топінамбур, сировина                                      | 2,6                        |
| Зелена цибуля, сира                                       | 2,6                        |
| Цукровий горох (манжту), сировина                         | 2,5                        |
| Круасан                                                   | 2,5                        |
| Кукурудзяні зерна, консерви                               | 2,5                        |
| Брусниця, маринована                                      | 2,5                        |
| Баклажани, сировина                                       | 2,4                        |
| Оливки, зелені, мариновані, консервовані                  | 2,4                        |
| Жувальна гумка з цукром.                                  | 2,4                        |
| Зелена квасоля, консервована                              | 2,4                        |
| Гриби консервовані                                        | 2,4                        |
| Рис, коричневий, сировина                                 | 2,4                        |
| Груші, консервовані                                       | 2,4                        |
| Жувальна гумка без цукру                                  | 2,4                        |
| Гречана крупа, сировина                                   | 2,3                        |
| Буряк, консервований, без додавання цукру                 | 2,3                        |
| Буряк, сировина                                           | 2,3                        |
| Морква, заморожена                                        | 2,3                        |
| Картопля, консерви                                        | 2,3                        |
| Цвітна капуста, алк., Сировина                            | 2,2                        |
| Цибуля-порей, сировина                                    | 2,2                        |
| Кукурудза, зерно, заморожене                              | 2,2                        |
| Помідори, імпортної сировини                              | 2,1                        |
| Часник, сировина                                          | 2,1                        |
| Салат-латук, ромен, римський, сировина                    | 2,1                        |
| Папая, Мамая, сировина                                    | 2,1                        |
| Кріп, сировина                                            | 2,1                        |
| Полуниця, заморожена, підсолоджена                        | 2,1                        |
| Червона капуста, консервована                             | 2,1                        |
| Корінь імбиру, сировина                                   | 2,0                        |
| Ріпа, сировина                                            | 2,0                        |
| Шпинат, нарізані заморожені                               | 2,0                        |
| Червона капуста, сирий                                    | 2,0                        |
| Буряк, консервована                                       | 2,0                        |
| Просо пластівці                                           | 2,0                        |
| Макарони, спагеті, приготовані                            | 2,0                        |
| Фенхель, селера, сирі                                     | 2,0                        |
| Полуниця, заморожена, зацукрована                         | 1,9                        |
| Капуста, сировина                                         | 1,9                        |
| Айва, сировина                                            | 1,9                        |
| Шпинат, сировина                                          | 1,9                        |
| Ріпчаста цибуля, сира                                     | 1,9                        |
| Гречане борошно                                           | 1,9                        |
| Листя кульбаби, сировина                                  | 1,9                        |
| Люцерна, сировина                                         | 1,9                        |
| Манго, сировина                                           | 1,9                        |
| Бобові паростки, маш, сировина                            | 1,8                        |
| Спаржа, біла, сировина                                    | 1,8                        |
| Спаржа, зелена, сира                                      | 1,8                        |
| Цибуля, нарізана, заморожена                              | 1,8                        |
| Маніока, сировина                                         | 1,8                        |
| Нектарин, сировина                                        | 1,7                        |
| Овочевий сік, пастеризований                              | 1,7                        |
| Гриби, сировина                                           | 1,7                        |
| Персик, сировина                                          | 1,7                        |
| Селера, сировина                                          | 1,6                        |
| Слива, сировина                                           | 1,6                        |
| Листя буряка, мангольд, сировина                          | 1,6                        |
| Кресс-салат, свіжі                                        | 1,6                        |
| Абрикоси, сировина                                        | 1,6                        |
| Банан, сировина                                           | 1,6                        |
| Спаржа, консервована                                      | 1,5                        |
| Чорниця, заморожена, підсолоджена                         | 1,5                        |
| Полуниця, сировина                                        | 1,5                        |
| Абрикоси, консервовані в сиропі                           | 1,5                        |
| Воскова квасоля, консервована                             | 1,5                        |
| Морква, консервована                                      | 1,5                        |
| Збиті вершки торт                                         | 1,5                        |
| Картопля, стара (з лютого по червень), сировина           | 1,4                        |
| Ананас, сировина                                          | 1,4                        |
| Ананас, консервований                                     | 1,4                        |
| Грейпфрут, сировина                                       | 1,4                        |
| Виноград, сировина                                        | 1,4                        |
| Картопля, восени (жовтень-січень), сировина               | 1,4                        |
| Редька, сировина                                          | 1,3                        |
| Лічі, китайська слива, сировина                           | 1,3                        |
| Картопля, нова (з травня по вересень), сировина           | 1,3                        |
| Вишня, сировина                                           | 1,3                        |
| Бобові паростки, сировина                                 | 1,2                        |
| Перець, перець чилі, консерви                             | 1,2                        |
| Персик, консерви                                          | 1,2                        |
| Мандарин, сировина                                        | 1,2                        |
| Лимон, сировина                                           | 1,2                        |
| Солодкий перець, консервований                            | 1,2                        |
| Китайська капуста, сировина                               | 1,2                        |
| Крес-салату, сирі                                         | 1,2                        |
| Малинове варення                                          | 1,2                        |
| Огірки, мариновані, без додавання цукру                   | 1,2                        |
| Огірки, мариновані                                        | 1,2                        |
| Салат-латук сировина                                      | 1,1                        |
| Гарбуз, сировина                                          | 1,1                        |
| Кабачки, цукіні                                           | 1,1                        |
| Камбала, філе в паніровці, смажене                        | 1,0                        |
| Чорна смородина, маринована                               | 1,0                        |
| Карамель                                                  | 1,0                        |
| Бісквітний торт, шоколадний торт                          | 1,0                        |
| Джеми                                                     | 1,0                        |
| Цвітна капуста, заморожена                                | 1,0                        |
| Полуниця, маринована                                      | 1,0                        |
| Камбала, філе в паніровці, заморожене                     | 1,0                        |
| Гарбуз, консервований                                     | 0,9                        |
| Темний шоколад                                            | 0,9                        |
| Помідор, очищений                                         | 0,9                        |
| Полуниця в сиропі, консервована                           | 0,9                        |
| Рис, пропарений, сировина                                 | 0,9                        |
| Морквяний сік, консервований                              | 0,8                        |
| Соєвий соус                                               | 0,8                        |
| Соус, шашлик                                              | 0,8                        |
| Рисове борошно                                            | 0,8                        |
| Пагони бамбука, сировина                                  | 0,7                        |
| Рис, полірований, сировина                                | 0,7                        |
| Редька, сировина                                          | 0,7                        |
| Огірки, сировина                                          | 0,7                        |
| Томатний сік, консервований                               | 0,6                        |
| Мандарин, консервований                                   | 0,6                        |
| Гранат, сировина                                          | 0,6                        |
| Черрі, маринований                                        | 0,6                        |
| Тріска, філе в паніровці, сировина                        | 0,5                        |
| Полуниця                                                  | 0,5                        |
| Йогурт з мюслі                                            | 0,5                        |
| Йогурт з Персиком Мельба                                  | 0,5                        |
| Корнішони, мариновані, без додавання цукру                | 0,5                        |
| Йогурт з грушею і бананом                                 | 0,5                        |
| Пагони бамбука, консерви, несолоні                        | 0,5                        |
| Пагони бамбука, консерви, солоні                          | 0,5                        |
| Кавун, сировина                                           | 0,5                        |
| Корнішони, мариновані                                     | 0,5                        |
| Йогурт з апельсиновим соком                               | 0,5                        |
| Кукурудзяний крохмаль                                     | 0,5                        |
| Соус, барбекю                                             | 0,5                        |
| Крем йогурт з фруктами, 9 % жирності                      | 0,5                        |
| Молоко                                                    | 0,5                        |
| Казеїнат натрію                                           | 0,5                        |
| Нуга                                                      | 0,4                        |
| Паштет                                                    | 0,4                        |
| Молочний шоколад                                          | 0,4                        |
| Томатний суп готовий до вживання                          | 0,4                        |
| Паштет, зі зниженим вмістом жиру                          | 0,3                        |
| Ковбаса, сервелат                                         | 0,3                        |
| Курка, м'ясо та шкури в паніровці, смажені                | 0,3                        |
| Ковбаси, копченості                                       | 0,3                        |
| Картопляне борошно                                        | 0,3                        |
| Соєвий напій, комерційно підготовлений                    | 0,2                        |
| Куряча ковбаса                                            | 0,2                        |
| Ковбаса, смажена                                          | 0,2                        |
| Ковбаса (баварські сосиски), приготовані                  | 0,2                        |
| Паштет з печінки                                          | 0,2                        |
| Апельсиновий сік, консервований                           | 0,2                        |
| Скумбрія в томатному соусі, консерви                      | 0,2                        |
| Оселедець в паніровці, смажені, мариновані                | 0,2                        |
| Ковбаса, хот-дог                                          | 0,2                        |
| Виноградний сік                                           | 0,1                        |
| Ананасовий сік, консервований                             | 0,1                        |
| Ліверна ковбаса                                           | 0,1                        |
| Свинина, м'ясо., Жири, сировина                           | 0,0                        |
| Лосось, копчений, нарізаний                               | 0,0                        |
| Лосось, консерви                                          | 0,0                        |
| Смородина сік                                             | 0,0                        |
| Свинина, м'ясо., Прибл. 20 % жиру, сировина               | 0,0                        |
| Куряче, м'ясо, сире                                       | 0,0                        |
| Курячі шлунки, сирі                                       | 0,0                        |
| Свинячий жир                                              | 0                          |
| Копчене філе свинини                                      | 0,0                        |
| Свинина, фарш, ок. 6 % жиру, сирий                        | 0                          |
| Кроляче м'ясо, сире                                       | 0,0                        |
| Кава, напої                                               | 0,0                        |
| Лосось, сировина                                          | 0,0                        |
| Печінка свиняча, сира                                     | 0,0                        |
| Сіль, морська сіль (не йодована)                          | 0,0                        |
| Кукурудзяна олія                                          | 0,0                        |
| Камбала, сировина                                         | 0,0                        |
| Вершкове масло, солоне                                    | 0,0                        |
| Масло вершкове, несолоне                                  | 0,0                        |
| Бекон, нарізаний кубиками, сировина                       | 0                          |
| Соєва олія                                                | 0,0                        |
| Соняшникова олія                                          | 0,0                        |
| Печінка яловича, сировина                                 | 0,0                        |
| Чай, готовий до вживання                                  | 0,0                        |
| Знежирений йогурт з соком                                 | 0,0                        |
| Свинина, sautéskiver зі свинячого філе, сире              | 0                          |
| Телятина, жири, сировина                                  | 0,0                        |
| Телятина м'ясо, сировина                                  | 0,0                        |
| Знежирене молоко, органічне                               | 0,0                        |
| Яйце, жовток, сировина                                    | 0,0                        |
| Яйця, цілі, сирі                                          | 0,0                        |
| Полуничний сік                                            | 0,0                        |
| Пиво темне                                                | 0,0                        |
| Пиво світле пиво                                          | 0,0                        |
| Устриці, сировина                                         | 0,0                        |
| Вугор, сировина                                           | 0,0                        |
| Вугор, копчений                                           | 0,0                        |
| Тунець, сировина                                          | 0,0                        |
| Краби, варені                                             | 0,0                        |
| Вишневий сік                                              | 0,0                        |
| Вишневий сік                                              | 0,0                        |
| Малиновий сік                                             | 0,0                        |
| Тріска, філе, сире                                        | 0,0                        |
| Тріски, печінка, сира                                     | 0,0                        |
| Тріски печінка, консерви                                  | 0,0                        |
| Масло печінки тріски                                      | 0,0                        |
| Ікра тріски, сировина                                     | 0,0                        |
| Тріски ікра, консерви                                     | 0,0                        |
| Тунець у воді, консервований                              | 0,0                        |
| Тунець в томатному соусі, консерви                        | 0,0                        |
| Віскі                                                     | 0,0                        |
| Язик теляти, сировина                                     | 0,0                        |
| Язик яловичий, сировина                                   | 0,0                        |
| Язик свиней, сировина                                     | 0,0                        |
| Олія виноградних кісточок                                 | 0,0                        |
| Тунець в маслі, консерви                                  | 0,0                        |
| Скумбрія, копчена                                         | 0,0                        |
| Конина, сировина                                          | 0,0                        |
| Нирки свиней, сировина                                    | 0,0                        |
| Мідії консервовані                                        | 0,0                        |
| Мідії, сировина                                           | 0,0                        |
| Майонез                                                   | 0,0                        |
| Скумбрія, сировина                                        | 0,0                        |
| Серце, телятина, сировина                                 | 0,0                        |
| Серце, курка (курча), сировина                            | 0,0                        |
| Сколотин з додаванням лимонного соку                      | 0,0                        |
| Китове м'ясо, сире                                        | 0,0                        |
| Сом, сировина                                             | 0,0                        |
| Палтус, сирий                                             | 0,0                        |
| Мідії, варені                                             | 0,0                        |
| Щука, сировина                                            | 0,0                        |
| Желатин                                                   | 0,0                        |
| Палтус, сирий                                             | 0,0                        |
| Грейпфрутовий сік, консервований                          | 0,0                        |
| Креветки, заморожені                                      | 0,0                        |
| Креветки, консервовані                                    | 0,0                        |
| Сир твердий, всі види                                     | 0,0                        |
| Оцет                                                      | 0,0                        |
| Сметана                                                   | 0,0                        |
| Знежирене молоко                                          | 0,0                        |
| Ацидофілін культурний                                     | 0,0                        |
| Цукор, гранульований цукор (сахароза)                     | 0,0                        |
| Лимонний сік, свіжовичавлений                             | 0,0                        |
| Камбала, сировина                                         | 0,0                        |
| Маслянка                                                  | 0,0                        |
| Серце свиней, сировина                                    | 0,0                        |
| Мед                                                       | 0,0                        |
| Червоне вино                                              | 0,0                        |
| Вершки                                                    | 0,0                        |
| Біле вино                                                 | 0,0                        |
| Сардини в олії, консерви                                  | 0,0                        |
| Сардини в томатному соусі, консерви                       | 0,0                        |
| Оселедець, маринований                                    | 0,0                        |
| Оселедець, копчений                                       | 0,0                        |
| Оселедець, сировина                                       | 0,0                        |

Вуглеводи льону складаються на 2/3 із розчинних харчових волокон типу лігніну. Інша частина — віскоза або розчинні волокна, які утворюють сталі колоїди — слиз.